# Руинный каскад

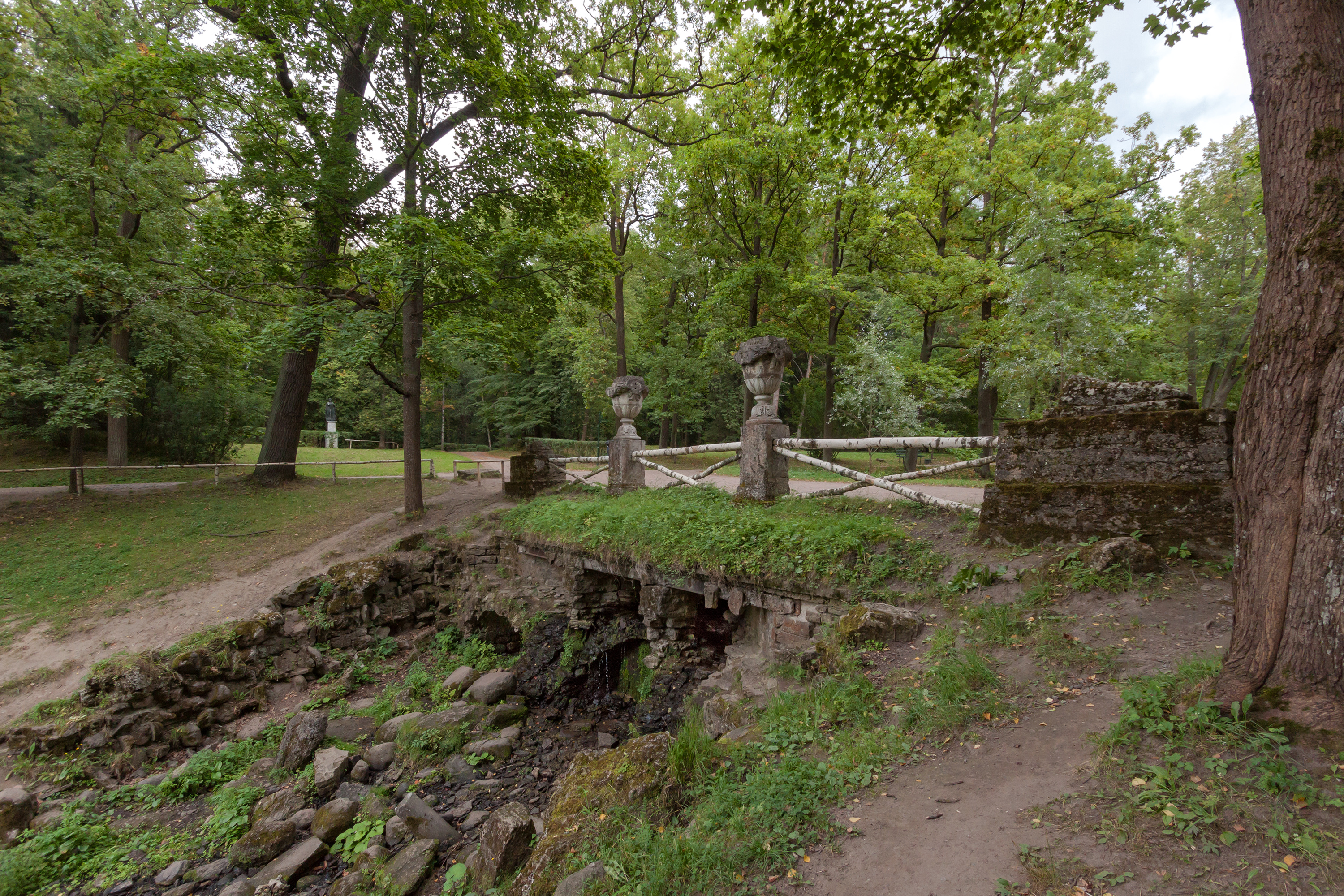
Мост незадолго до реставрации

Руинный каскад — памятник архитектуры, искусственная руина. Расположен в Павловске, в парковом районе Старая Сильвия, на границе с Новой Сильвией.
Построен в 1793—1794 годах И. де Фризом по проекту В. Бренны над рвом от Старосильвийских прудов, идущим к реке Славянке. От Старой Сильвии к мосту ведут две каменные лестницы. Со стороны рва каскад был украшен фрагментами архитектурных сооружений и скульптур. В качестве плотины каскад регулирует уровень воды Нижнего Старосильвийского пруда.
На постаментах перил каскада установлены вазы, по углам — фигуры львов из пудостского известняка, и те, и другие специально полуразрушены. Основная ограда сделана из неровных стволов молодых берёз.
Водоводная галерея с донной опорожняющей трубой устроены в земляной дамбе длиной по гребню 16,00 м и шириной гребня 18,00 м. У каскада два бьефа, в верхнем оголовок сделан в виде «ныряющей стенки» с затвором, в нижнем оголовок — собственно оформленная как руина двухъярусная подпорная стенка.
Мост реставрировали в 1833 и 1877 году, к 2017 году он был в аварийном состоянии, береговые откосы были деформированы. При реставрации 2018 года мост был полностью разобран и воссоздан.